# Fisher-Price
Fisher-Price ist ein US-amerikanischer Hersteller von Baby- und Kleinkindspielzeug und ist seit 1993 eine Tochtergesellschaft von Mattel mit Sitz in East Aurora, New York.

## Geschichte
Fisher-Price wurde 1930 von Herman Fisher, Irving Price und Helen Schelle gegründet.
Dr. Doodle, ein Nachziehspielzeug, war 1931 das erste geführte Spielzeug und ist noch heute erhältlich. In den 1960er begann die Produktion der Little-People-Spielzeuge. Herman Fisher zog sich 1969 im Alter von 71 zurück, und Fisher-Price wurde im gleichen Jahr von der Quaker Oats Company übernommen.
1991 gewann Fisher-Price die Selbständigkeit von der Quaker Oats Company zurück und wurde zur Aktiengesellschaft. Im November 1993 wurde Fisher-Price Tochtergesellschaft von Mattel. 1997 entschied Mattel, alle Vorschulprodukte als Fisher-Price zu vermarkten.

## Produkte
Fisher-Price entwarf seit den frühen 1930er Jahren über 5.000 verschiedene Spielzeuge. Zu den bekanntesten zählen Power Wheels, View-Master, Activity Center, Rescue Heroes, Little People, das Plappertelefon und die Farbring-Pyramiden. Zudem werden in Manhattan unter anderem Disney-, Sesamstraße-, Barney-, Winnie-the-Pooh- und Dora-Figuren als Fisher-Price Friends entwickelt und vermarktet.